# Mullingar
Mullingar (irl. An Mulieann gCearr) – miasto i ośrodek administracyjny hrabstwa Westmeath w środkowej Irlandii.

## Historia
- 780–800: na wyspie działał święty Colman, któremu przypisuje się chrystianizację Mullingar.

## Atrakcje turystyczne
Głównymi atrakcjami miasta są otaczające je jeziora: Lough Owel, Lough Lene oraz Lough Ennell. Popularnym miejscem wycieczek turystycznych jest Belvedere House and Gardens – rezydencja znajdująca się w pobliżu miasta.
W mieście znajduje się katedra diecezji Meath pod wezwaniem Chrystusa Króla.